# Mistrzostwa Świata w Maratonie MTB 2013
11. Mistrzostwa Świata w Maratonie MTB – zawody sportowe w maratonie MTB, które odbyły się 29 czerwca 2013 roku w austriackiej miejscowości Kirchberg.

## Szczegóły
| Medal | Zawodnik         | Narodowość | Czas         |
| ----- | ---------------- | ---------- | ------------ |
|       | Christoph Sauser | Szwajcaria | 4:30:13,1 h  |
|       | Alban Lakata     | Austria    | +4,8 s       |
|       | Héctor Páez      | Kolumbia   | +3:12,1 min  |
| 4     | Kristián Hynek   | Czechy     | +9:30,4 min  |
| 5     | Urs Huber        | Szwajcaria | +9:47,9 min  |
| 6     | Tiago Ferreira   | Portugalia | +10:24,6 min |
| 7     | Lukas Buchli     | Szwajcaria | +11:07,3 min |
| 8     | Karl Platt       | Niemcy     | +11:36,8 min |
| 9     | Thomas Stoll     | Szwajcaria | +14:58,0 min |
| 10    | Adrian Brzózka   | Polska     | +15:58,0 min |

| Medal | Zawodnik               | Narodowość      | Czas         |
| ----- | ---------------------- | --------------- | ------------ |
|       | Gunn-Rita Dahle Flesjå | Norwegia        | 4:35:30,3 h  |
|       | Sally Bigham           | Wielka Brytania | +3:48,5 min  |
|       | Esther Süss            | Szwajcaria      | +7:19,3 min  |
| 4     | Blaža Klemenčič        | Słowenia        | +11:26,4 min |
| 5     | Annika Langvad         | Dania           | +12:32,9 min |
| 6     | Tereza Huříková        | Czechy          | +12:57,3 min |
| 7     | Ariane Kleinhans       | Szwajcaria      | +17:04,6 min |
| 8     | Michalina Ziółkowska   | Polska          | +19:00,1 min |
| 9     | Daniela Veronesi       | Szwajcaria      | +23:45,0 min |
| 10    | Elisabeth Osl          | Austria         | +24:47,0 min |

## Tabela medalowa
| Miejsce | Państwo         |   |   |   |   |
| ------- | --------------- | - | - | - | - |
| 1.      | Szwajcaria      | 1 | 0 | 1 | 2 |
| 2.      | Norwegia        | 1 | 0 | 0 | 1 |
| 3.      | Austria         | 0 | 1 | 0 | 1 |
| 3.      | Wielka Brytania | 0 | 1 | 0 | 1 |
| 5.      | Kolumbia        | 0 | 0 | 1 | 1 |